# Microplitis confusus
Microplitis confusus är en stekelart som beskrevs av Muesebeck 1922. Microplitis confusus ingår i släktet Microplitis och familjen bracksteklar. Inga underarter finns listade i Catalogue of Life.